# Епштейн Леонід Абрамович
Леонід Абрамович Епштейн (1913-1989) — радянський учений, фахівець по гідродинаміці.

## Біографія
Народився 29 вересня (12 жовтня) 1913 року в Ромнах (нині Сумська область, Україна). У 1933-1989 роках працював в ЦАГІ. У 1950-1960 роках начальник сектору 12-ї лабораторії Філії ЦАГІ. Автор методу піддування для освіти вентильованих каверн.
Доктор технічних наук, професор.
Автор книг:
- Методи теорії розмірностей і подібності в задачах гідромеханіки суден / Л. А. Епштейн. — Л. : Суднобудування, 1970. — 206, [2] с. : цв.іл., рис.
- Про розрахунку і підборі гвинта в насадці / Л. А. Епштейн. — Б. м. : [б. в.], 1956. — 10 с.
- Масштабний ефект хвиль і бризок, утворених гліссірующімі судами. — Москва : Центр. аерогидродинам. ін-т їм. проф. Н. Е. Жуковського, 1940. — 32 с. : іл., рис., граф.; 25 див. — (Праці Центрального аерогідродинамічного інституту імені професори Н. Е. Жуковського; вип. № 469)
- Динаміка каверн при течії рідини в трубці з пережатием [Текст] / Л. А. Епштейн. — Москва : [б. в.], 1972. — 20 с. : іл.; 26 див. — (Праці Центрального аерогідродинамічного інституту імені професори Н. Е. Жуковського; Вип. 1424)
- Стійкість глісування гідролітаків і глісерів [Текст]. — [Москва] : Вид-во Бюро нової техніки НКАП при ЦАГІ, 1941. — 120 с. : іл., рис.; 29 див. — (Праці Центрального аерогідродинамічного інституту ім. проф. Н. Е. Жуковського; вип. № 500).
- Деякі питання гідродинаміки підводних крил [Текст] / Л. А. Епштейн, в. І. Блюмин. — Москва : [б. в.], 1968. — 152 с. : іл.; 25 див. — (Праці Центрального аерогідродинамічного інституту ім. професора Н. Е. Жуковського; Вип. 1103).
- Про особливості руху двухфазовой рідини / Л. А. Епштейн. — Москва : Бюро навч. інформації ЦАГІ, 1963. — 28 с., 1 л. іл. : іл.; 26 див. — (Праці Центрального аерогідродинамічного інституту ім. професора Н. Е. Жуковського; Вип. 860).
- Дослідження умов прориву повітря і моделювання при русі підводного крила [Текст] / Л. А. Епштейн. — Москва : Бюро навч. інформації ЦАГІ, 1958. — 31 с. : іл.; 26 див. — (Технічні звіти Центрального аерогідродинамічного інституту імені професори Н. Е. Жуковського; Вип. № 143).

## Нагороди та премії
- Сталінська премія другого ступеня (1948) — за розробку і впровадження в практику методів підвищення швидкості бойових кораблів